# Joseph Valentine
Joseph Valentine (Nova Iorque, 24 de julho de 1900 — 18 de maio de 1949) é um diretor de fotografia estadunidense. Venceu o Oscar de melhor fotografia na edição de 1949 por Joan of Arc.